# Bauxitornis
Bauxitornis (лат.) — род энанциорнисовых птиц семейства Avisauridae, известных из верхнемеловых (сантонских) отложений формации Чехбаня в Венгрии. Включает единственный вид — Bauxitornis mindszentyae. Первоначально ископаемые остатки Bauxitornis были приписаны неопределённой энанциорнисовой птице Аттилой Оси в 2008 году. Как новый таксон описан Гаретом Дж. Дайком и А. Оси в 2010 году.
Родовое название Bauxitornis относится к местности, в которой он был обнаружен, а именно к бокситовому руднику. Видовое название mindszentyae дано в честь Андреа Миндсенти, профессора и наставника Оси.

## Описание
Голотип Bauxitornis — образец MTV V 2009.31.1 (ранее известный как MTM Gyn/439), представленный правой цевкой. При длине в 51 мм эта кость указывает на то, что Bauxitornis был сравнительно крупной энанциорнисовой птицей, подобной Soroavisaurus и Avisaurus.
Кроме того, несколько других признаков поддерживают классификацию Bauxitornis как представителя семейства Avisauridae. Внутренний край сустава пальца конечности III плюсневой кости (средней сохранившейся голеностопной костью сустава) обладает небольшой, но заметной костной пластинкой (известной как подошвенный выступ), которая простирается к нижней стороне лодыжки. Хотя кости цевки в целом не слиты, проксимальные (ближние) части II и III костей срослись вместе в плоскую область, которая простирается примерно на треть длины их валиков. Проксимальный конец цевки изгибается вбок (наружу).
Bauxitornis отличается от других энанциорнисовых птиц укороченной II плюсневой костью (самая внутренняя сохранившаяся кость лодыжки) без бугорка (рубцовой шишки) для M. tibialis cranialis. Кроме того, самая длинная плюсневая кость — IV (самая наружная сохранившаяся кость лодыжки), а не плюсневая кость III.